# Nomofobie
Nomofobie (anglicky nomophobia) je označení pro úzkostnou poruchu nebo fobii, jež spočívá v závislosti na vlastním mobilním telefonu nebo smartphonu. Postižený jedinec trpí strachem ze ztráty mobilního signálu, například z nedostatečného pokrytí v některých oblastech (na horách), vybití baterie či zapomenutí nebo ztráty samotného telefonu. Jedná se o velký stresor počátku 21. století. Samotné označení vzniklo zkrácením anglického úsloví „no mobile phobia".
Jako prevence vzniku i jako léčba nomofobie je vhodné zejména omezení doby strávené na mobilním telefonu, například tak, že se předem stanoví místa a časy, kdy je a kdy není možné telefon používat. Vhodné jsou i antistresové a relaxační techniky, které se používají při léčbě dalších závislostí.

## Příznaky a rozšíření
K typickým příznakům nomofobie patří nervozita (když postižený nemá telefon u sebe), neschopnost vypnout svůj mobilní telefon nebo jeho neustálá kontrola - jestli postiženému nepřišla nová zpráva, nutkání okamžitě reagovat, případně tzv. fantomové vibrace (pocit, že telefon v tichém režimu vibruje, i když to tak není).
Podle deníku Daily Mail trpí nomofobií 13 milionů Britů a podle odborníků může tato fobie postihovat až 53 % všech uživatelů mobilních telefonů. V české populaci jde o každého druhého jedince. Podle britského průzkumu z roku 2013 patří k nomofobikům hlavně mladí lidé kolem dvaceti let, přičemž věk postižených se neustále snižuje.
Závislost na smartphonu fyzicky mění mozek.